# Tamburaški orkestar Hrvatske radiotelevizije
Tamburaški orkestar Hrvatske radiotelevizije ili Tamburaški orkestar HRT-a je tamburaški orkestar koji djeluje pri Hrvatskoj radioteleviziji. U promicanju tambure i tamburaštva, Orkestar je odigrao jednu od najvažnijih uloga, koja osim glazbene ima i kulturološku vrijednost prepoznatu ne samo u Hrvatskoj nego i u svijetu. Od 1985. Orkestar djeluje pod umjetničkim vodstvom maestra Siniše Leopolda.

## O orkestru
Tamburaški orkestar Hrvatske radiotelevizije utemeljen je 1941. godine kao profesionalni ansambl tadašnje Radio-stanice Zagreb. Od tada Orkestar u emisijama Radija, a od 1956. i Televizije predstavlja hrvatsku narodnu glazbu. No velik dio programa tvore i koncertna djela hrvatskih skladatelja izvorno pisana za tambure. U posljednjih dvadesetak godina uvelike je proširena programska orijentacija Orkestra pa njegovi glazbenici sada izvode i djela s područja ozbiljne, zabavne i lake orkestralne glazbe. Vokalni i instrumentalni solisti svih glazbenih žanrova česti su gosti i suradnici Tamburaškoga orkestra na snimanjima, koncertima i u emisijama Hrvatskoga radija i Hrvatske televizije. Orkestrom su dirigirali mnogi ugledni dirigenti i skladatelji, primjerice Lovro pl. Matačić, Boris Papandopulo, Miljenko Prohaska, Igor Gjadrov, Željko Brkanović, Zlatko Černjul, Josip Stojanović, Igor Kuljerić i drugi. 
Orkestar ima šesnaest stalnih glazbenika. Osnovna djelatnost im je studijska izvedba i snimanje glazbe za programske potrebe Radija i Televizija. Osim studijskoga rada, Orkestar je velikim dijelom aktivan i u javnom koncertnom životu: redovito nastupa na glazbenim festivalima diljem Hrvatske, u zagrebačkom ciklusu koncerata U ozračju tambure, na tradicionalnom novogodišnjem koncertu Valceri, polke i druge špelancije u HNK u Zagrebu te gostuje na turnejama u domovini i inozemstvu: članovi Orkestra uspješno su nastupali na Talijanskoj radioteleviziji, u Vatikanu, Austriji, Francuskoj, Belgiji, Nizozemskoj, Njemačkoj, Mađarskoj, Švicarskoj te turnejama koje je Hrvatska radiotelevizija organizirala zajedno s Hrvatskom maticom iseljenika u Južnoj Americi (2002.), Južnoafričkoj Republici (2003.), Australiji (2004.), Sjedinjenim Američkim Državama (2004.), Maleziji (2007.) i Kanadi (2010.). Više tisuća trajno zabilježenih izvedba Orkestra, među kojima je najviše narodne i orkestralne tamburaške glazbe, trajno su pohranjene u fonoteci Hrvatske radiotelevizije: neke od njih javno su objavljene i na nosačima zvuka. 

## Diskografija (izbor)
- GLANC BRAVURE CRO TAMBURE, Orfej / HRT (CD 8025), 1997.
- OD SAMICE DO JAZZA – 60 godina Tamburaškog orkestra HRT-a, HRT (CD HRT 0001), 2001.
- Iz glazbene riznice, Orfej / HRT (CD ORF 297), 2003.
- Tamburaški orkestar HRT-a, Orfej / HRT, 2007.
- 7 desetljeća 1941. – 2011.: Hrvatski skladatelji u ozračju tambure, Cantus Records, 2011.

## Nagrade i priznanja
Godine 2011. Hrvatsko društvo skladatelja dodijelilo je Tamburaškom orkestru HRT-a nagradu "Vatroslav Lisinski" za cjelokupni doprinos hrvatskom glazbenom stvaralaštvu u sedamdeset godina djelovanja. Za album 7 desetljeća 1941. – 2011.: Hrvatski skladatelji u ozračju tambure Orkestar je 2012. godine osvojio diskografsku nagradu Porin za najbolji album tamburaške glazbe.

## Vanjske poveznice
- Službene mrežne stranice Hrvatske radiotelevizije
- Facebook: Tamburaški orkestar Hrvatske radiotelevizije (službeni profil)
- Discogs.com – Tamburaški orkestar Hrvatske Radiotelevizije (diskografija)
- Nezavisni.hr – Ivana Vranješ: »Tamburaski orkestar HRT-a obilježio 75 godina postojanja«  Arhivirana inačica izvorne stranice od 5. ožujka 2016. (Wayback Machine)